# Ark Recording Studio
 Der er for få eller ingen kildehenvisninger i denne artikel, hvilket er et problem. Du kan hjælpe ved at angive troværdige kilder til de påstande, som fremføres i artiklen.

Ark Recording Studio er et dansk pladestudie, der blev grundlagt i 1988 under navnet ENV Studio. I 1991 blev det CVR-registret af indehaveren Kristian "Ark" Dalsgaard. I denne forbindelse blev navnet ændre til det nuværende Ark Recording Studio. Studiet ligger i Brønshøj.
Studiet blev oprindeligt opført på Højstrupvej i Brønshøj, men flyttede efter få år den 31. oktober 1993 til den nuværende adresse på Stenløsevej, også i Brønshøj. 
En lang række danske musikere har foretaget indspilninger i studiet, herunder:
- Sort Sol
- Rasmus Seebach
- Thomas Helmig
- Soluna Samays vindermelodi til Melodi Gran Prix "Should've Known Better"
- Michael Learns To Rock